# Piperales
Ordinul Piperales face parte alături de ordinele Magnoliales, Ranunculales, Papaverales, Aristolochiales, Nymphaeales din subclasa Magnoliidae.
Acest ordin cuprinde un număr de aproximativ 1.300 de specii de plante tropicale. Plantele ce au fost încadrate în acest ordin pot fi erbaceae, liane, arbuști și arbori.

## Caracteristici
Florile acestor plante poate fi hermafrodite sau unisexuate nude, lipsite de periant. Ele sunt grupate în inflorescențe racemoase (spice) sau cimoase compacte.
Fructele sunt bace, cu pericarpul subțire.